# Owen Westerhout
Owen Westerhout (Utrecht, 24 augustus 1989) is een Nederlandse atleet, die gespecialiseerd is in de sprint. Hij veroverde verschillende medailles op de Nederlandse Studenten Kampioenschappen. Sinds eind 2021 traint hij in Novi Sad onder meervoudig Servisch kampioen Fedja Kamasi.
Van 2015 tot 2019 trainde Westerhout in de trainingsgroep Topsport Trias van Sven Ootjers bij de Heiloose club AV Trias. Voor hij atleet werd voetbalde hij onder andere voor asv Dronten. In 2019 stapte hij over naar meervoudig Brits kampioen Christine Harrison-Bloomfield op het Lee Valley Athletics Centre.

## Palmares

### 200 m
- 2019: 4e NSK indoor - 23,11 s
- 2019: IFAM Oordegem - 22,85 s

### 300 m
- 2018:  Trackmeeting Utrecht - 35,45 s
- 2018:  NSK Teams - 35,98 s

### 400 m
- 2017: Gouden Spike - 49,40 s
- 2018:  NSK Baan - 49,91 s
- 2019:  Indoor Trackmeeting Sotra - 50,08 s
- 2019: 10e NK indoor - 49,62 s
- 2019:  NSK indoor - 49,45 s
- 2019:  NSK Baan - 49,82 s
- 2019: IFAM Oordegem - 49,17 s
- 2020: 4e NSK indoor - 49,86

### 800 m
- 2016:  DSM Baancircuit - 1.55,63 s

## Trivia
Westerhout is recordhouder op de 249 treden tellende trap die leidt tot het hoogste punt van de Schoorlse Duinen, de Catrijper Nok. Hij voltooide de trap, die gelijk staat aan het beklimmen van 13 verdiepingen, in 16,30 seconden.